# Andersonville (Ohio)
Andersonville es un lugar designado por el censo ubicado en el condado de Ross en el estado estadounidense de Ohio. En el Censo de 2010 tenía una población de 779 habitantes y una densidad poblacional de 132,27 personas por km².

## Geografía
Andersonville se encuentra ubicado en las coordenadas 39°26′2″N 83°1′8″O / 39.43389, -83.01889. Según la Oficina del Censo de los Estados Unidos, Andersonville tiene una superficie total de 5.89 km², de la cual 5.89 km² corresponden a tierra firme y (0%) 0 km² es agua.

## Demografía
Según el censo de 2010, había 779 personas residiendo en Andersonville. La densidad de población era de 132,27 hab./km². De los 779 habitantes, Andersonville estaba compuesto por el 96.28% blancos, el 1.93% eran afroamericanos, el 0% eran amerindios, el 0.39% eran asiáticos, el 0% eran isleños del Pacífico, el 0.26% eran de otras razas y el 1.16% pertenecían a dos o más razas. Del total de la población el 1.67% eran hispanos o latinos de cualquier raza.